# Museo del Carnaval (Isla Cristina)
El museo del Carnaval de Isla Cristina (Huelva, España), fue inaugurado en el año 2007 en un antiguo patio de vecinos del siglo XIX que fue rehabilitado a principios del siglo XXI.

## Historia del edificio
Una de las típicas construcciones residenciales de clase obrera durante el siglo XIX era el patio de viviendas. Estos patios ofrecían soluciones habitacionales baratas, a la par de ofrecer servicios adecuados, que al ser comunales, estaban al alcance de una población que de otra manera no tendría acceso a ellos. El patio San Francisco, construido en 1890 en la calle que le dio nombre, es el paradigma de este tipo de edificaciones en Isla Cristina.
El edificio es de dos plantas, con un patio central que guarda una buena simetría entre sus dos alturas y con una pila de agua en una zona lateral de su mediana. Estuvo habitado hasta bien entrado el siglo XX y tras su abandono, fue declarado bien de interés cultural de Isla Cristina por el Plan General de Ordenación Urbana de 1987 protegiéndolo con el nivel 2, grado 1, el segundo de mayor nivel que otorga el plan, grado que vuelve a ratificarse en el PGOU de 2007.
El objetivo tras la rehabilitación, a la vez que consistía en recuperar una importante parte del patrimonio isleño, como supone para un pueblo joven nacido en el siglo XVIII conservar un edificio del siglo XIX, era darle un buen uso al edificio, para lo cual se estableció en su parte baja la oficina municipal de turismo y varias salas de exposiciones temporales, mientras que en su primera planta se ubicó el museo del carnaval, con una exposición permanente de disfraces y objetos típicos de las fiestas del carnaval.

## Exposición permanente
La exposición que tiene el museo permite hacer un recorrido de la historia del carnaval de Isla Cristina desde las últimas décadas hasta el último carnaval celebrado. Se incluye en una primera parte los carteles ganadores de cada edición y algunas estampas de la vida del carnaval de calle. Continúa la visita con vitrinas donde se exponen cetros, coronas y diademas de las distintas reinas del carnaval y de las damas de honor de varias temporadas, así como algunos disfraces de las comparsas y murgas que más han sobresalido en los últimos años. Finalmente, en la última parte de la exposición se muestran los vestidos que se conservan de las reinas del Carnaval y algunas damas de honor, así como letras de pasodobles especialmente emotivos o recordados del teatro isleño, así como algunas partituras de agrupaciones teatrales.

## Exposiciones temporales
Desde su inauguración ha pasado gran cantidad de exposiciones, fundamentalmente de pintura y fotografía. Las más curiosas han sido la realizada durante el verano de 2009 sobre arte ucraniano llamado solomartia (arte en paja), la exposición sobre parapsicología de una organización local sobre el tema y alguna sobre las almadrabas de atún.

## Horario de apertura
- De lunes a viernes de 10:00 a 14:00